# 붉은배피라냐
붉은배피라냐(Red-bellied piranha)는 붉은피라냐(Red piranha)라고도 불리며, 남아메리카에 서식하는 피라냐의 일종으로, 아마존강, 파라과이강, 파라나강, 에세키보강 분지와 브라질 북동부의 해안 강에서 발견된다. 이 물고기는 현지에서 담수 서식지에 풍부하게 서식한다. 잡식성 수렵채집으로 곤충, 벌레, 갑각류, 물고기를 잡아먹는다. 이들은 이동하는 종은 아니지만 강우량이 증가하는 시기에 번식과 산란에 도움이 되는 조건을 찾기 위해 이동한다. 붉은배피라냐는 약탈적 방어를 위해 종종 떼를 지어 이동하지만 집단 사냥 행동을 보이는 경우는 거의 없다. 음향 커뮤니케이션은 흔하며 때때로 공격적인 행동과 함께 나타나기도 한다. 이 물고기는 인기 있는 수족관 물고기이다.

## 분류 및 계통 발생
붉은배피라냐는 중대형 카라신과로 파쿠와 같이 밀접하게 관련된 다른 잡식성 동물을 포함하는 세라살무스과에 속한다. 이들은 깊고 측면이 압축된 몸과 긴 등지느러미가 특징이다. 붉은배피라냐는 피고켄트루스속으로 분류되며, 특이한 치열과 다양한 머리 너비 치수로 구별된다. 붉은배피라냐는 종종 육식성이 강한 것으로 간주되는 반면, 피라냐과에 속하지 않는 대부분의 다른 물고기는 주로 초식성이다. 그러나 붉은배피라냐는 실제로 잡식성이다.

## 묘사
붉은배피라냐는 주로 청소부임에도 불구하고 사나운 포식자로 널리 알려져 있다. 이름에서 알 수 있듯이 붉은배피라냐는 다 자라면 배에 불그스름한 색조를 띠지만, 어린 개체는 더 어두운 반점이 있는 은색이다. 몸무게는 최대 3.9kg, 표준 길이는 50cm에 달하지만 35cm를 넘는 경우는 거의 없다. 나머지 몸은 종종 회색에 은색 주름 비늘이 있다. 때로는 아가미 뒤쪽에 검은 반점이 나타나고 항문 지느러미는 보통 바닥이 검은색이다. 가슴지느러미와 골반지느러미는 빨간색에서 주황색까지 다양할 수 있다. 암컷은 배의 약간 더 깊은 빨간색으로 수컷과 구별할 수 있다.
붉은배피라냐는 일반적으로 아마존 분지와 같은 백수하천과 일부 개울과 호수에서 발견된다. 때때로 브라질 아마존에서 발견되는 것과 같은 침수된 숲에서 서식하기도 한다. 무리를 지어 사냥하지는 않지만 때때로 먹이 광풍에 빠질 수도 있다. 먹이 공급 열풍이 불 경우, 피라냐 무리는 한 마리의 큰 먹이에 모여 몇 분 안에 먹이를 먹는다. 이러한 공격은 일반적으로 극히 드물며 도발이나 기아로 인한 것이다. 번식은 우기에 두 달에 걸쳐 발생하지만 지역에 따라 다를 수 있다. 암컷은 수컷이 건설한 둥지의 새로 물에 잠긴 초목에 약 5,000개의 알을 낳는다.
붉은배피라냐의 사나움에 관한 상당한 양의 지식은 루스벨트-런던 과학 탐험대가 끝난 후 시어도어 루스벨트 대통령에게 거슬러 올라갈 수 있다. 전 대통령은 몇 분 만에 소 한 마리가 통째로 뼛속까지 빨려 들어가는 극적인 이야기를 가지고 돌아왔다. 이 행사는 나중에 현지 가이드들이 루스벨트에게 여행에 걸맞은 볼거리를 제공하기 위해 무대에 올린 것으로 밝혀졌다. 나중에 물고기가 강 한 구간에 일주일 넘게 웅크리고 굶어 죽은 것이 드러나면서 불행한 소가 이 행사에 참여하게 되었다. 루스벨트가 이 사실을 알고 있었다는 것을 시사하는 것은 아무것도 없다.

## 분포 및 서식지
붉은배피라냐는 남아메리카 대륙 전역에 널리 분포하며 아르헨티나, 브라질, 볼리비아, 콜롬비아, 에콰도르, 가이아나, 파라과이, 페루, 우루과이, 베네수엘라의 신열대구 강에서 발견된다. 아마존강, 파라과이강, 파라나강, 에세키보강 등 여러 주요 강의 따뜻한 담수 배수구와 수많은 소규모 시스템에서 서식한다. 15~35°C 사이의 물에서 살 수 있지만 일정 기간 동안 10°C의 낮은 온도에서도 생존할 수 있다. 주로 백수하천에서 발견되지만, 흑수하천과 청수하천에서도 서식하는 것으로 기록되었다. 붉은배피라냐는 주요 강, 개울, 호수 (댐으로 형성된 우각호와 인공 호수 등), 범람원, 홍수림에 서식한다. 이 피라냐는 아마도 수족관 무역을 통해 중국으로 유입되었을 것이다. 1990년에 처음 발견된 피라냐는 이후 중국에 침입했다.
이 피라냐를 포함한 피라냐는 미국에서 발견되지 않았다. 1998년 캘리포니아주 벤투라군 시미밸리의 한 골프장 호수에서 단일 표본이 발견되었다. 캘리포니아주와 워싱턴주는 붉은배피라냐의 유입을 막기 위해 감시를 장려하고 있다.

## 행동
붉은배피라냐는 신열대구 지역의 대부분을 차지하는 다른 피라냐 종보다 넓은 지역을 포함한다. 붉은배피라냐가 아메리카 대륙의 다른 지역에 유입되면 일반적으로 지역 어류 동물상에 부정적인 영향을 미치는데, 이는 부분적으로 일반적인 공격적인 행동으로 인해 발생한다. 이러한 공격적인 행동은 때때로 피라냐가 내는 음향 소리로 특징지어진다.
붉은배피라냐는 이동하는 종은 아니지만 강우량이 증가하는 계절에 번식하기 좋은 조건을 찾는다. 붉은배피라냐는 잡식성 동물이며 주로 수렵꾼이다. 곤충, 물고기, 식물, 유기 파편을 먹는다. 1996년에 붉은배피라냐는 같은 환경의 거의 모든 물고기에게 치명적인 가스 기포 질환에 거의 면역이 없다는 사실을 발견했다.

### 먹이
붉은배피라냐의 일반적인 먹이는 과일, 잎, 곤충, 연체동물, 부육, 물고기 등 잡식성이다. 피라냐는 수백 마리까지 무리를 지어 백로나 카피바라만큼 큰 동물을 잡아먹는 것으로 알려져 있다. 피라냐는 위험한 육식 동물로 명성이 높지만, 실제로는 주로 청소부와 수렵꾼이며 먹이가 풍부한 우기에는 주로 식물과 곤충을 먹는다. 또한 야생에서 약하거나 다치거나 죽거나 죽은 동물만 먹이를 먹는 경향이 있다. 붉은배피라냐는 더 큰 동물을 사냥하기 위해 무리를 짓는 것이 아니라 포식자로부터 보호하기 위해 무리를 짓는 것이다.
먹이를 찾는 방법은 피라냐의 삶의 여러 단계에 따라 다르다. 작은 물고기는 낮에 먹이를 찾는 반면, 큰 물고기는 새벽, 늦은 오후, 이른 저녁에 먹이를 찾는다. 하루 종일 물고기는 어두운 곳에 숨어 먹이를 매복한다. 피라냐는 사냥과 추격을 통해 먹이를 잡을 수도 있으며, 먹이가 헤엄쳐서 지나갈 때까지 초목에 숨겨져 있을 것이다. 그런 다음 피라냐는 먹이를 포획한다. 청소할 때 피라냐는 파편, 곤충, 달팽이, 물고기 지느러미, 비늘, 식물에 이르기까지 다양한 먹이를 먹는다.

### 번식
자연에서 피라냐의 번식 습성은 대부분 알려지지 않았으며, 대부분의 산란 연구는 수족관에서 이루어지고 있다. 피라냐는 일반적으로 생후 1년이 되면 번식할 수 있다. 암컷 피라냐는 수생 식물 근처에 수천 개의 알을 낳아 알이 달라붙는다. 그런 다음 수컷이 알을 수정한다. 단 2~3일 후 알이 부화하고 어린 피라냐는 자신을 방어할 수 있을 만큼 커질 때까지 식물에 숨어 있다가 포식자로부터 숨어 있다가 먹이를 찾게 된다.
자연에서 붉은배피라냐 번식 행동에 대한 연구에 따르면 둥지 주변의 특정 행동 패턴이 밝혀졌다. 성체 피라냐는 작은 원을 그리며 나란히 헤엄치는데, 때로는 두 마리가 서로의 배 표면을 가까이 유지한 채 반대 방향으로 헤엄치기도 한다. 구애의 표시처럼 보일 수 있지만 자세히 살펴보면 성체가 실제로 둥지를 지키고 있음을 알 수 있다. 둥지의 깊이는 약 4~5cm이며 물풀 사이에 파여 있으며 알이 풀과 식물 줄기에 붙어 있다.

### 무리

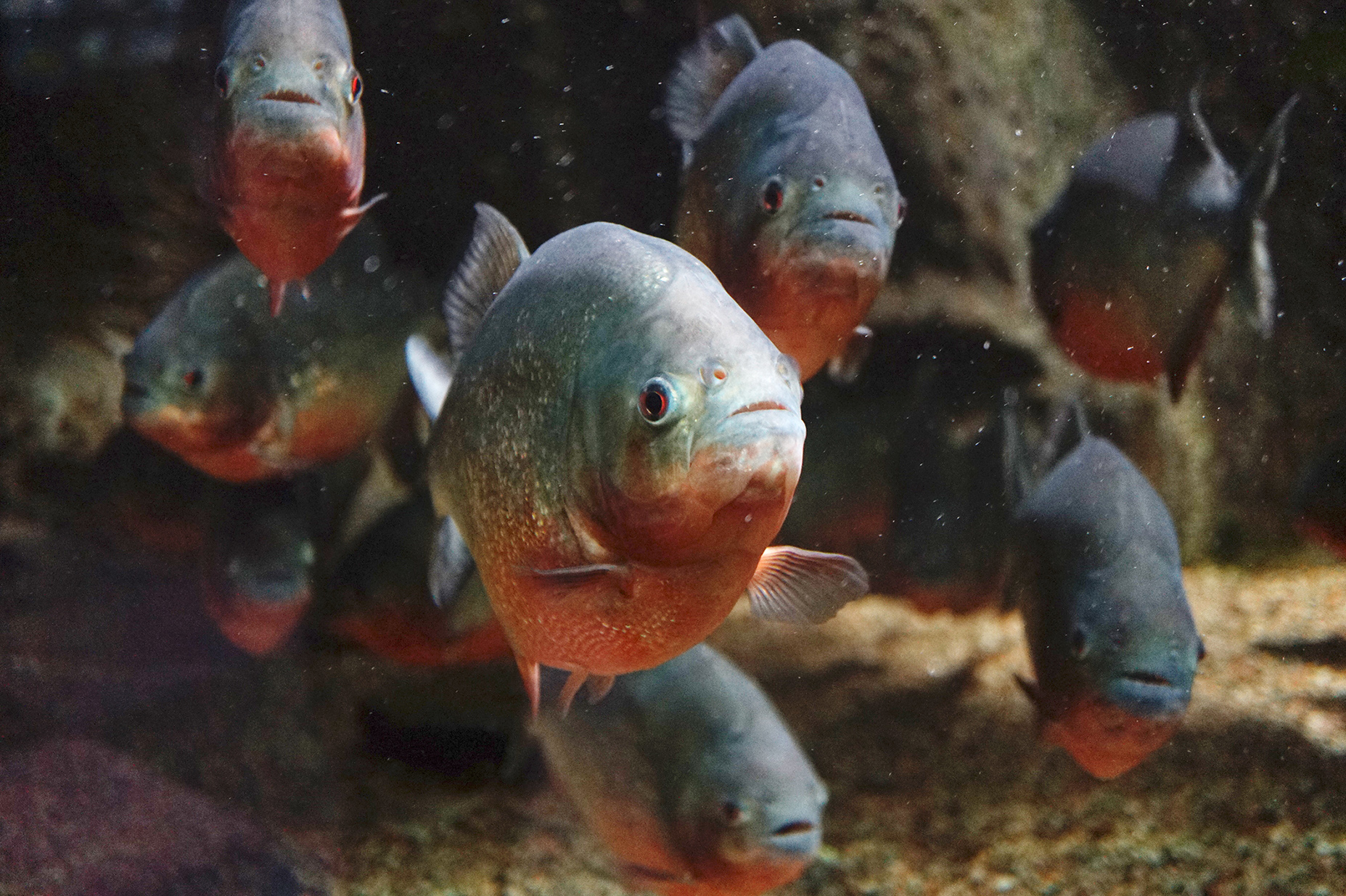
핀란드 사르카니에미의 붉은배피라냐

붉은배피라냐는 종종 포식자 방어뿐만 아니라 공격을 위해 무리를 타고 이동한다. 모의 포식자 공격에 대한 피라냐의 반응을 테스트한 연구에서, 2마리가 아닌 8마리가 무리를 이룬 피라냐 사이에서 휴식 작동률이 더 빠르게 정상으로 돌아갔다. 피라냐가 무리를 지어 사냥하는 행동을 하는 것으로 추정되지만, 조사에 따르면 피라냐 사이의 포탄 행동이 협동 사냥에 사용되는 것으로 나타났다.
이러한 포효 행동은 아마존강돌고래, 대형 포식 어류, 카이만, 황새, 왜가리, 안힝가와 같은 물새와 같은 대형 동물의 포식에 대한 방어일 가능성이 높다. 피라냐는 포식자의 공격을 받을 가능성을 줄이기 위해 무리를 지어 둥지 장소로 이동한다. 붉은배피라냐 무리는 침수된 지역의 가장자리를 이용해 둥지를 짓는다.

## 보존 상태
붉은배피라냐는 널리 퍼져 있으며 지역적으로 풍부하다. 분포 지역의 일부 지역에서는 가장 흔한 어종 중 하나이다. 이 종을 수집하고 수족관으로 거래하면 붉은배피라냐에 대한 위험이 국지적으로 낮을 수 있다.